# Шиме Врсалько
Ши́ме Врса́лько (хорв. Šime Vrsaljko, нар. 10 січня 1992, Рієка) — хорватський футболіст, правий захисник, зокрема захищав кольори клубу «Олімпіакос» та національної збірної Хорватії.

## Клубна кар'єра
Народився 10 січня 1992 року в місті Рієка. Вихованець футбольної школи клубу «Динамо» (Загреб).
У дорослому футболі дебютував 2009 року виступами на умовах оренди за команду клубу «Локомотива», взявши участь у 17 матчах чемпіонату.
У складі основної команди клубу «Динамо» (Загреб) дебютував 2009 року. Протягом чотирьох сезонів відіграв за «динамівців» 73 матчі в національному чемпіонаті.
На початку 2012 року гравець перебував у сфері інтересів дніпропетровського «Дніпра», проте домовленості про перехід хорвата до українського клубу досягнуто не було.
Натомість влітку 2013 року хорват за 4,3 мільйони євро перейшов до клубу «Дженоа» з італійської Серії A. Провівши один сезон у генузькій команді, перейшов до команди «Сассуоло» за 3,5 мільйони євро. Ставши ключовим захисником у тактичних побудовах Еусебіо Ді Франческо, допоміг провінційній команді посісти шосте місце в італійському чемпіонаті за результатами сезону 2015/16 і вперше у своїй історії кваліфікуватися для участі у єврокубках.
Влітку 2016 року перейшов до мадридського «Атлетіко», уклавши з іспанським клубом п'ятирічний контракт. За неофіційними оцінками мадридцям цей трансфер вже коштував 18 мільйонів євро. У своєму другому сезоні в Іспанії став у складі «Атлетіко» переможцем Ліги Європи 2017/18, провівши по ходу цього турніру, втім, лише чотири гри.
Влітку 2018 року на один сезон хорвата орендував римський «Інтернаціонале», в якому той відіграв лише до кінця січня 2019, коли важка травма залишила гравця поза грою на шість місяців. Відповідно італійський клуб не скористався опцією викупу гравця і влітку 2019 Врсалько повернувся до «Атлетіко».
2 липня 2022 Шиме підписав контракт із грецьким клубом «Олімпіакос». Однак у листопаді 2022 року контракт Врсалько був розірваний за згодою сторін.
23 березня 2023 року хорват оголосив про завершення кар’єри.

## Виступи за збірні
У 2007 році дебютував у складі юнацької збірної Хорватії, взяв участь у 28 іграх на юнацькому рівні, відзначившись 3 забитими голами.
З 2010 року залучався до складу молодіжної збірної Хорватії.
У 2011 році дебютував в офіційних матчах у складі національної збірної Хорватії. Наступного року у складі збірної був учасником чемпіонату Європи 2012 року, на якому, утім, залишався невикористаною заміною.
Дебют Врсалько у фінальних частинах великих міжнародних турнірів відбувся двома роками пізніше — на чемпіонаті світу 2014 року він взяв участь у двох матчах групового етапу.
Двома матчами групового етапу обмежилася його участь і на Євро-2016, на якому хорвати дійшли 1/8 фіналу, де мінімально 0:1 програли майбутнім переможцям першості, португальцям. Після континентальної першості про завершення виступів за збірну оголосив її багаторічний лідер і капітан Даріо Срна, після чого саме Врсалько став основним гравцем на правому фланзі захисту національної команди.
Чемпіонат світу 2018 року вже починав як стабільний гравець стартового складу. Допоміг команді не пропустити жодного гола у двох стартових матчах групового етапу — проти Нігерії (2:0) і Аргентини (3:0) — чим завчасно оформити вихід до стадії плей-оф. Відпочивши під час фінальної гри групового раунду, Врсалько повернувся на поле на стадії плей-оф і відіграв у всіх його матчах включно з фіналом, в якому хорвати поступилися 2:4 збірній Франції.

## Статистика виступів

### Статистика клубних виступів
Станом на 22 червня 2018 року
| Сезон                       | Команда                     | Чемпіонат                   | Чемпіонат | Чемпіонат | Національний кубок | Національний кубок | Національний кубок | Континентальні кубки | Континентальні кубки | Континентальні кубки | Інші змагання | Інші змагання | Інші змагання | Усього | Усього |
| Сезон                       | Команда                     | Ліга                        | Ігор      | Голів     | Ліга               | Ігор               | Голів              | Ліга                 | Ігор                 | Голів                | Ліга          | Ігор          | Голів         | Ігор   | Голів  |
| --------------------------- | --------------------------- | --------------------------- | --------- | --------- | ------------------ | ------------------ | ------------------ | -------------------- | -------------------- | -------------------- | ------------- | ------------- | ------------- | ------ | ------ |
| 2009                        | «Локомотива»                | 1ХФЛ                        | 17        | 0         | КХ                 | 0                  | 0                  | -                    | -                    | -                    | -             | -             | -             | 17     | 0      |
| 2009–10                     | «Динамо» (Загреб)           | 1ХФЛ                        | 10        | 0         | КХ                 | 1                  | 0                  | -                    | -                    | -                    | -             | -             | -             | 11     | 0      |
| 2010–11                     | «Динамо» (Загреб)           | 1ХФЛ                        | 16        | 1         | КХ                 | 0                  | 0                  | ЛЧ+ЛЄ                | 1+7                  | 0                    | СКХ           | 0             | 0             | 24     | 1      |
| 2011–12                     | «Динамо» (Загреб)           | 1ХФЛ                        | 22        | 0         | КХ                 | 2                  | 0                  | ЛЧ                   | 8                    | 0                    | -             | -             | -             | 32     | 0      |
| 2012–13                     | «Динамо» (Загреб)           | 1ХФЛ                        | 25        | 0         | КХ                 | 0                  | 0                  | ЛЧ                   | 7                    | 0                    | -             | -             | -             | 32     | 0      |
| Усього за «Динамо» (Загреб) | Усього за «Динамо» (Загреб) | Усього за «Динамо» (Загреб) | 73        | 1         |                    | 3                  | 0                  |                      | 23                   | 0                    |               | -             | -             | 99     | 1      |
| 2013–14                     | «Дженоа»                    | A                           | 22        | 0         | КІ                 | 1                  | 0                  | -                    | -                    | -                    | -             | -             | -             | 23     | 0      |
| 2014–15                     | «Сассуоло»                  | A                           | 21        | 0         | КІ                 | 1                  | 0                  | -                    | -                    | -                    | -             | -             | -             | 22     | 0      |
| 2015–16                     | «Сассуоло»                  | A                           | 35        | 0         | КІ                 | 1                  | 0                  | -                    | -                    | -                    | -             | -             | -             | 36     | 0      |
| Усього за «Сассуоло»        | Усього за «Сассуоло»        | Усього за «Сассуоло»        | 57        | 0         |                    | 2                  | 0                  |                      | -                    | -                    |               | -             | -             | 59     | 0      |
| 2016–17                     | «Атлетіко» (Мадрид)         | ПД                          | 14        | 0         | КІ                 | 6                  | 1                  | ЛЧ                   | 5                    | 0                    | -             | -             | -             | 25     | 1      |
| 2017–18                     | «Атлетіко» (Мадрид)         | ПД                          | 21        | 0         | КІ                 | 3                  | 0                  | ЛЧ+ЛЄ                | 1+4                  | 0+0                  | -             | -             | -             | 29     | 0      |
| 2018–19                     | «Інтернаціонале»            | A                           | 10        | 0         | КІ                 | 1                  | 0                  | ЛЧ+ЛЄ                | 2+0                  | 0+0                  | -             | -             | -             | 13     | 0      |
| 2019–20                     | «Атлетіко»                  | ПД                          | 0         | 0         | КІ                 | 0                  | 0                  | ЛЧ                   | 0                    | 0                    | -             | -             | -             | 0      | 0      |
| Усього за «Атлетіко»        | Усього за «Атлетіко»        | Усього за «Атлетіко»        | 35        | 0         |                    | 9                  | 1                  |                      | 10                   | 0                    |               | -             | -             | 54     | 1      |
| Усього за кар'єру           | Усього за кар'єру           | Усього за кар'єру           | 213       | 1         |                    | 16                 | 1                  |                      | 35                   | 0                    |               | -             | -             | 264    | 2      |

### Статистика виступів за збірну
Станом на 10 червня 2022 року
| Дата       | Місто           | Господарі         | Результат             | Гості      | Турнір                               | Голи | Примітки |
| ---------- | --------------- | ----------------- | --------------------- | ---------- | ------------------------------------ | ---- | -------- |
| 9-2-2011   | Пула            | Хорватія          | 4 – 2                 | Чехія      | товариський матч                     | -    | 82'      |
| 10-8-2011  | Дублін          | Ірландія          | 0 – 0                 | Хорватія   | товариський матч                     | -    | 73'      |
| 2-9-2011   | Та-Калі         | Мальта            | 1 – 3                 | Хорватія   | Відбір до ЧЄ 2012                    | -    |          |
| 25-5-2012  | Пула            | Хорватія          | 3 – 1                 | Естонія    | товариський матч                     | -    | 80'      |
| 11-10-2013 | Загреб          | Хорватія          | 1 – 2                 | Бельгія    | Відбір до ЧС 2014                    | -    |          |
| 31-5-2014  | Осієк           | Хорватія          | 2 – 1                 | Малі       | товариський матч                     | -    |          |
| 7-6-2014   | Сальвадор       | Австралія         | 0 – 1                 | Хорватія   | товариський матч                     | -    | 25'      |
| 12-6-2014  | Сан-Паулу       | Бразилія          | 3 – 1                 | Хорватія   | ЧС 2014 - 1-й етап                   | -    |          |
| 23-6-2014  | Ресіфі          | Хорватія          | 1 – 3                 | Мексика    | ЧС 2014 - 1-й етап                   | -    | 58'      |
| 12-11-2014 | Лондон          | Аргентина         | 2 – 1                 | Хорватія   | товариський матч                     | -    |          |
| 7-6-2015   | Вараждин        | Хорватія          | 4 – 0                 | Гібралтар  | товариський матч                     | -    |          |
| 12-6-2015  | Спліт           | Хорватія          | 1 – 1                 | Італія     | Відбір до ЧЄ 2016                    | -    | 73'      |
| 3-9-2015   | Баку            | Азербайджан       | 0 – 0                 | Хорватія   | Відбір до ЧЄ 2016                    | -    |          |
| 6-9-2015   | Осло            | Норвегія          | 2 – 0                 | Хорватія   | Відбір до ЧЄ 2016                    | -    |          |
| 17-11-2015 | Ростов          | Росія             | 1 – 3                 | Хорватія   | товариський матч                     | -    | 46'      |
| 23-3-2016  | Осієк           | Хорватія          | 2 – 0                 | Ізраїль    | товариський матч                     | -    | 44'      |
| 26-3-2016  | Будапешт        | Угорщина          | 1 – 1                 | Хорватія   | товариський матч                     | -    |          |
| 27-5-2016  | Копривниця      | Хорватія          | 1 – 0                 | Молдова    | товариський матч                     | -    |          |
| 4-6-2016   | Рієка           | Хорватія          | 10 – 0                | Сан-Марино | товариський матч                     | -    | 56'      |
| 17-6-2016  | Тулуза          | Чехія             | 2 – 2                 | Хорватія   | ЧЄ 2016 - 1-й етап                   | -    | 90+8'    |
| 21-6-2016  | Бордо           | Хорватія          | 2 – 1                 | Іспанія    | ЧЄ 2016 - 1-й етап                   | -    |          |
| 5-9-2016   | Загреб          | Хорватія          | 1 – 1                 | Туреччина  | Відбір до ЧС 2018                    | -    |          |
| 6-10-2016  | Шкодер (місто)  | Косово            | 0 – 6                 | Хорватія   | Відбір до ЧС 2018                    | -    |          |
| 9-10-2016  | Тампере         | Фінляндія         | 0 – 1                 | Хорватія   | Відбір до ЧС 2018                    | -    | 77'      |
| 12-11-2016 | Загреб          | Хорватія          | 2 – 0                 | Ісландія   | Відбір до ЧС 2018                    | -    |          |
| 15-11-2016 | Белфаст         | Північна Ірландія | 0 – 3                 | Хорватія   | товариський матч                     | -    | 59'      |
| 2-9-2017   | Загреб          | Хорватія          | 1 – 0                 | Косово     | Відбір до ЧС 2018                    | -    |          |
| 5-9-2017   | Ескішехір       | Туреччина         | 1 – 0                 | Хорватія   | Відбір до ЧС 2018                    | -    | 84'      |
| 6-10-2017  | Рієка           | Хорватія          | 1 – 1                 | Фінляндія  | Відбір до ЧС 2018                    | -    |          |
| 9-10-2017  | Київ            | Україна           | 0 – 2                 | Хорватія   | Відбір до ЧС 2018                    | -    | 86'      |
| 9-11-2017  | Загреб          | Хорватія          | 4 – 1                 | Греція     | Відбір до ЧС 2018                    | -    |          |
| 12-11-2017 | Пірей           | Греція            | 0 – 0                 | Хорватія   | Відбір до ЧС 2018                    | -    |          |
| 23-3-2018  | Маямі           | Перу              | 2 – 0                 | Хорватія   | товариський матч                     | -    | 78'      |
| 27-3-2018  | Арлінгтон       | Мексика           | 0 – 1                 | Хорватія   | товариський матч                     | -    | 35'      |
| 3-6-2018   | Ліверпуль       | Бразилія          | 2 – 0                 | Хорватія   | товариський матч                     | -    | 88'      |
| 16-6-2018  | Калінінград     | Хорватія          | 2 – 0                 | Нігерія    | ЧС 2018 - 1-й етап                   | -    |          |
| 21-6-2018  | Нижній Новгород | Аргентина         | 0 – 3                 | Хорватія   | ЧС 2018 - 1-й етап                   | -    | 67'      |
| 1-7-2018   | Нижній Новгород | Хорватія          | 1 – 1 д.ч. (3-2 п.п.) | Данія      | ЧС 2018 - 1/8 фіналу                 | -    |          |
| 7-7-2018   | Сочі            | Росія             | 2 – 2 д.ч. (3-4 п.п.) | Хорватія   | ЧС 2018 - чвертьфінал                | -    | 97'      |
| 11-7-2018  | Москва          | Хорватія          | 2 – 1 д.ч.            | Англія     | ЧС 2018 - півфінал                   | -    |          |
| 15-7-2018  | Москва          | Франція           | 4 – 2                 | Хорватія   | ЧС 2018 - Фінал                      | -    | 90+2'    |
| 6-9-2018   | Лісабон         | Португалія        | 1 – 1                 | Хорватія   | товариський матч                     | -    | 46'      |
| 11-9-2018  | Ельче           | Іспанія           | 6 – 0                 | Хорватія   | Ліга націй УЄФА 2018-2019 - 1-й етап | -    | 20'      |
| 15-11-2018 | Загреб          | Хорватія          | 3 – 2                 | Іспанія    | Ліга націй УЄФА 2018-2019 - 1-й етап | -    |          |
| 18-11-2018 | Лондон          | Англія            | 2 – 1                 | Хорватія   | Ліга націй УЄФА 2018-2019 - 1-й етап | -    | 26'      |
| 24-3-2021  | Любляна         | Словенія          | 1 – 0                 | Хорватія   | Відбір до ЧС 2022                    | -    | 65'      |
| 27-3-2021  | Рієка           | Хорватія          | 1 – 0                 | Кіпр       | Відбір до ЧС 2022                    | -    | 46'      |
| 1-6-2021   | Велика Гориця   | Хорватія          | 1 – 1                 | Вірменія   | товариський матч                     | -    | 46'      |
| 6-6-2021   | Брюссель        | Бельгія           | 1 – 0                 | Хорватія   | товариський матч                     | -    |          |
| 13-6-2021  | Лондон          | Англія            | 1 – 0                 | Хорватія   | ЧЄ 2020 - 1-й етап                   | -    |          |
| 18-6-2021  | Глазго          | Хорватія          | 1 – 1                 | Чехія      | ЧЄ 2020 - 1-й етап                   | -    |          |
| 10-6-2022  | Копенгаген      | Данія             | 0 – 1                 | Хорватія   | Ліга націй УЄФА 2022-2023 - 1-й етап | -    | 46'      |
| Усього     |                 | Матчів            | 52                    |            | Голів                                | 0    |          |

| Дата      | Місто      | Господарі   | Результат | Гості      | Турнір                             | Голи | Примітки |
| --------- | ---------- | ----------- | --------- | ---------- | ---------------------------------- | ---- | -------- |
| 2-3-2010  | Реймс      | Франція     | 3 – 1     | Хорватія   | Товариський матч                   | -    | 46'      |
| 19-5-2010 | Вараждин   | Хорватія    | 1 – 1     | Словаччина | Кваліфікація молодіжного Євро-2011 | -    |          |
| 11-8-2010 | Вараждин   | Хорватія    | 4 – 1     | Норвегія   | Кваліфікація молодіжного Євро-2011 | -    |          |
| 19-5-2010 | Крагуєваць | Сербія      | 2 – 2     | Хорватія   | Кваліфікація молодіжного Євро-2011 | -    |          |
| 9-10-2010 | Бургос     | Іспанія     | 2 – 1     | Хорватія   | Кваліфікація молодіжного Євро-2011 | -    |          |
| 15-8-2012 | Тбілісі    | Грузія      | 1 – 1     | Хорватія   | Кваліфікація молодіжного Євро-2013 | -    |          |
| 10-9-2012 | Аліканте   | Іспанія     | 6 – 0     | Хорватія   | Кваліфікація молодіжного Євро-2013 | -    |          |
| 4-3-2013  | Вараждин   | Хорватія    | 3 – 0     | Швеція     | Товариський матч                   | -    |          |
| 13-8-2013 | Вадуц      | Ліхтенштейн | 0 – 5     | Хорватія   | Кваліфікація молодіжного Євро-2015 | -    |          |
| 9-9-2013  | Львів      | Україна     | 0 – 2     | Хорватія   | Кваліфікація молодіжного Євро-2015 | -    |          |
| Усього    |            | Матчів      | 10        |            | Голів                              | 0    |          |

## Титули і досягнення
- Чемпіон Хорватії (4):

«Динамо» (Загреб): 2009-10, 2010-11, 2011-12, 2012-13
- Володар Кубка Хорватії (2):

«Динамо» (Загреб): 2010-11, 2011-12
- Володар Суперкубка Хорватії (1):

«Динамо» (Загреб): 2010
- Переможець Ліги Європи (1):

«Атлетіко»: 2017-18
- Чемпіон Іспанії (1):

«Атлетіко»: 2020-21
- Віце-чемпіон світу (1):

Хорватія: 2018